# Adam Osgodby
Adam Osgodby (* vor 1286; † August 1316) war ein englischer Kleriker und von 1295 bis 1316 Master of the Rolls.

## Leben
Osgodby stammte aus Osgodby in Selby. Er hatte einen Bruder. Über das frühe Leben Osgodbys ist wenig bekannt. Er war in der Zeit um 1286 als Rechtsanwalt tätig. Im Jahr 1289 wurde er Kanoniker in York. Vier Jahre später trat Osgodby eine Stelle als Pfarrer in Gargrave an. 1295 ernannte ihn Edward I. zum Master of the Rolls. In dieser Stellung war er ab 1307 für das Domus Conversorum, eine Unterkunft für zum christlichen Glauben konvertierte Juden in der Chancery Lane in London, zuständig. Ab 1310 führte er die Kanzlei des Lordkanzlers und wurde hierfür jährlich mit £500 entlohnt. Als leitender Kanzleibeamter nahm er auch mehrfach die Aufgaben des Lord Keeper of the Great Seal wahr.
Bei seinem Tod gehörten 68 Acre Land, ein Haus, eine Windmühle und Mieteinnahmen von 6 Mark und 10 Shilling zu seinem Nachlass.